# Climate Database for the World Oceans
CLIWOC (Climate Database for the World Oceans) is een driejarig project dat door de Europese Unie gefinancierd werd. Engeland, Spanje en Nederland namen gezamenlijk deel aan het project. Samen bezitten deze landen, voormalige zeemachten, in hun archieven een enorme schat aan informatie over het dagelijks weer op de wereldzeeën. Naast de archieven en musea in de drie genoemde landen worden ook de archieven van Argentinië en Frankrijk geraadpleegd. Het project liep tot 1 december 2003.
Het doel van het CLIWOC-project was om zo veel mogelijk weersgegevens uit de periode 1750-1854 uit oude scheepsjournalen te verzamelen, op te slaan en te analyseren. Geselecteerde journalen worden voor dit doel verfilmd en vervolgens op cd-rom gezet. Bij dit project, brachten medewerkers van CLIWOC de wind- en weerwaarnemingen uit de originele handschriften of van een digitale kopie, over in kleine bestanden. Van die honderden kleinere bestanden werd samen met de Engelse en de Spaanse gegevens één grote database gemaakt, die vanaf 2004 via internet vrij toegankelijk is voor onderzoekers. Vooral waarnemingen over het weer op de Noord- en Zuid-Atlantische Oceaan en de Indische Oceaan zijn rijk vertegenwoordigd in de scheepsjournalen. Met de verzamelde meteorologische informatie – er zijn er circa 300.000 records ingevoerd - hopen klimatologen een beter zicht te krijgen op eventuele klimaatveranderingen in de achttiende en negentiende eeuw, met name op de oceanen.
Sinds de dagen van Columbus houden zeelieden logboeken bij waarin ze dagelijks rapporteren over het weer en de omstandigheden op zee. De waarnemingen in deze scheepsjournalen waren in de eerste plaats bedoeld als hulpmiddel bij de navigatie. Vooral op volle zee, wanneer men geen land meer kon zien, vervulden de weerelementen een belangrijke rol bij de positiebepaling van het schip.
Enkele malen per dag schatte/berekende en noteerde men de koers van het schip en de afstand die het had afgelegd. Daarvoor was een nauwkeurige beschrijving van de kracht van de wind en de windrichting nodig. Daarnaast observeerde men ook andere aspecten van het weer: regen, mist, onweer, bewolking, helderheid van de lucht, etc. Aanvankelijk gebruikte men beschrijvende termen voor de windkracht. Woorden als 'labberkoelte' en 'stijve digt gereefde marszeilskoelte' gaven tot ver in de negentiende eeuw de kracht van de wind aan. Met de introductie van meetinstrumenten na 1800 gaat men langzamerhand over op de huidige terminologie, de schaal van Beaufort. Voor CLIWOC betekent dit dat oude maritieme uitdrukkingen vertaald moeten worden naar de moderne manier van presenteren: zo is 'labberkoelte' waarschijnlijk ongeveer 0-2 beaufort, 'stijve digt gereefde marszeilskoelte' komt overeen met 3-4 beaufort.
Nederlandstalige logboeken die voor CLIWOC gebruikt worden zijn merendeels afkomstig van schepen die voeren in opdracht van een van de grote maritieme organisaties die in die periode actief waren: de West-Indische Compagnie (WIC), de Vereenigde Oostindische Compagnie (VOC), de Admiraliteit of de Marine. Daarnaast betrekt CLIWOC logboeken uit familiearchieven. De meeste Nederlandse scheepsjournalen bevinden zich in het Nationaal Archief en Het Scheepvaartmuseum Amsterdam, maar ook in de collecties van een aantal kleinere musea, stads- en provinciale archieven verspreid door heel Nederland.
Voor Nederland waren het Koninklijk Nederlands Meteorologisch Instituut (KNMI) en het Nederlands Instituut voor Wetenschappelijke Informatiediensten (NIWI), een instituut van de Koninklijke Nederlandse Akademie van Wetenschappen) belast met de daadwerkelijke uitvoering van het CLIWOC-project.